# المخدرة (أرحب)

تعديل مصدري - تعديل

المخدرة هي إحدى قرى عزلة بني على بمديرية أرحب التابعة لمحافظة صنعاء، بلغ تعداد سكانها 154 نسمة حسب تعداد اليمن لعام 2004.